# Phalacrus australis
Phalacrus australis là một loài bọ cánh cứng trong họ Phalacridae. Loài này được Brèthes miêu tả khoa học năm 1922.